# توم لافلين
توم لافلين (بالإنجليزية: Tom Laughlin)‏ (و. 1931 – 2013 م) هو ممثل، ومخرج سينمائي، وكاتب سيناريو، ومنتج أفلام، وكاتب من الولايات المتحدة الأمريكية ولد في منيابولس، مينيسوتا.
وهو عضو في الحزب الديمقراطي الأمريكي .

## التعليم
تعلم في جامعة ويسكونسن-ماديسون.

## الأعمال
- بيلي جاك

## روابط خارجية
- توم لافلين على موقع IMDb (الإنجليزية)
- توم لافلين على موقع ألو سيني (الفرنسية)
- توم لافلين على موقع أول موفي (الإنجليزية)
- توم لافلين على موقع قاعدة بيانات الأفلام السويدية (السويدية)
- توم لافلين على موقع إن إن دي بي (الإنجليزية)
- توم لافلين على موقع قاعدة بيانات الفيلم (الإنجليزية)
- توم لافلين على موقع كينوبويسك (الروسية)